# تامي جاكسون
تامي جاكسون (بالإنجليزية: Tammy Jackson) مواليد 3 ديسمبر 1962 في غينزفيل، هي لاعبة كرة سلة أمريكية معتزلة. بدأت مسيرتها الاحترافية في سنة 1997. تم اختيارها من قبل فريق هيوستن كومتز خلال الدرافت. لعبت في دوري الاتحاد الوطني لكرة السلة النسائية كلاعب وسط. وحملت الرقم 23. يبلغ طولها 6 قدم 3 بوصة (1.9 م). شاركت في دورة الألعاب الأولمبية الصيفية سنة 1992. حققت المركز الأول في كأس العالم لكرة السلة للسيدات 1990. اعتزلت اللعب في 2002. فازت بلقب دوري المحترفات.

## المسيرة الاحترافية
لعبت مع هيوستن كومتز في موسم 1997–1998، ثم لعبت مع واشنطن ميستيكس في سنة 1998، ثم لعبت مع هيوستن كومتز من سنة 1999 إلى 2002.

## الميداليات
| الميدالية | المسابقة                           |
| --------- | ---------------------------------- |
| برونزية   | الألعاب الأولمبية الصيفية 1992     |
| ذهبية     | كأس العالم لكرة السلة للسيدات 1990 |

## روابط خارجية
- تامي جاكسون على موقع الاتحاد الدولي لكرة السلة (الإنجليزية)
- تامي جاكسون على موقع الاتحاد الوطني لكرة السلة النسائية (الإنجليزية)
- تامي جاكسون على موقع كلية كرة السلة في سبورتس رفرنس.كوم (الإنجليزية)
- تامي جاكسون على موقع بروبوليرز (الإنجليزية)
- تامي جاكسون على موقع سبورتس رفرنس (الإنجليزية)
- تامي جاكسون على موقع سبورتس رفرنس (الإنجليزية)
- تامي جاكسون على موقع أوليمبيديا (الإنجليزية)